# Reais Ferrarias da Foz de Alge
Originalmente chamada Real Fundiçam da Artelharia da Comarca de Thomar,  ou como ficaram conhecidas mais tarde Reais Ferrarias da Foz de Alge, também referidas como Ferrarias de Tomar e Figueiró ou Fábricas Reais da Fundição de Artilharia da Comarca de Thomar, foram um dos mais importantes complexos industriais-militares do Império Português. Localizadas na margem da Ribeira de Alge, perto da sua confluência com o rio Zêzere, no atual concelho de Figueiró dos Vinhos, operaram de forma intermitente desde meados do século XVII até ao início do século XX. A sua função primordial era a fundição de artilharia de ferro e outros artefactos metálicos, como alfaias agrícolas, desempenhando um papel crucial na autonomia militar e no desenvolvimento tecnológico de Portugal.
A escolha da sua localização foi estratégica, motivada pela abundância de matas, que forneciam o carvão vegetal essencial para os fornos, e pela proximidade a jazidas de minério de ferro na região. A história das ferrarias é um microcosmo das ambições, contradições e desafios da política industrial portuguesa ao longo de três séculos.

## História
| Período           | Evento-Chave                                                   | Figuras Associadas                                        | Contexto Político/Económico                                               |
| ----------------- | -------------------------------------------------------------- | --------------------------------------------------------- | ------------------------------------------------------------------------- |
| 1654–1655         | Instituição da Superintendência e concessão do primeiro alvará | D. João IV, Francisco e Pedro Dufour                      | Guerra da Restauração; necessidade de autonomia bélica.                   |
| c. 1740s–1750s    | Apogeu científico e técnico sob gestão iluminista              | Bento de Moura Portugal, FRS, D. João V                   | Iluminismo; aplicação da ciência à indústria; conflitos com a Inquisição. |
| 1759–1761         | Encerramento das ferrarias por ordem do Marquês de Pombal      | Marquês de Pombal                                         | Política de fomento industrial em Angola; centralização do poder.         |
| 1801              | Carta Régia ordena a reativação e modernização                 | D. Maria I, D. João VI, José Bonifácio de Andrada e Silva | Reação anti-pombalina ("Viradeira"); consciência do atraso tecnológico.   |
| 1807–1809         | Interrupção dos trabalhos de modernização                      | José Bonifácio de Andrada e Silva                         | Invasões Francesas e subsequente instabilidade política.                  |
| Início do séc. XX | Encerramento definitivo                                        | N/A                                                       | Obsolescência tecnológica e logística face à Revolução Industrial.        |

### Fase I: Fundação e Consolidação no Século XVII (1655–c. 1700)
A criação das ferrarias foi uma consequência direta da Guerra da Restauração (1640-1668). Após sessenta anos de União Ibérica, Portugal enfrentava uma grave vulnerabilidade militar, dependendo da importação de armamento. Em resposta, o governo de D. João IV instituiu, em 18 de Outubro de 1654, a Superintendência das Ferrarias de Tomar e Figueiró, com o objetivo de criar uma capacidade industrial doméstica para a produção de canhões e munições.
O primeiro alvará para a construção da fábrica foi concedido em 1655. Para superar a carência de conhecimento metalúrgico, a Coroa recrutou mestres estrangeiros, tendo a administração inicial sido confiada aos peritos franceses Francisco Dufour e, mais tarde, ao seu filho, Pedro Dufour. A sua liderança foi fundamental para o arranque tecnológico da produção, estabelecendo um precedente de importação de know-how técnico.

### Fase II: Apogeu, Ciência e Iluminismo no Século XVIII (c. 1700–1759)
No auge do Iluminismo em Portugal, a gestão das ferrarias foi entregue a uma das figuras mais proeminentes da aristocracia cientifica europeia: o engenheiro Bento de Moura Portugal, FRS (1702-1766). Cientista de renome internacional, eleito membro da Royal Society de Londres em 1741, foi nomeado para o cargo de "Superintendente e Conservador das fabricas reais da fundiçam da artelharia da Comarca de Thomar". A sua nomeação, sob o patrocínio de D. João V, refletia uma política de Estado que visava aplicar o conhecimento científico e a engenharia moderna à produção industrial do Reino.
Sob a sua superintendência, a produção diversificou-se, incluindo alfaias agrícolas além da artilharia. Contudo, este período de progresso foi marcado por conflitos. Entre 1745 e 1748, o Superintendente de Sua Majestade Bento de Moura Portugal, FRS, enfrentou um processo no Tribunal do Santo Ofício, acusado de "proposições heréticas e escandalosas", revelando o choque entre a inovação e as forças conservadoras.

### Fase III: O Encerramento Pombalino e o Interregno (1759–1801)
Entre 1759 e 1761, por ordem de Sebastião José de Carvalho e Melo, o Marquês de Pombal, as ferrarias foram encerradas. A justificação oficial apontava para a "má condução das lenhas", mas a análise histórica revela uma razão estratégica mais complexa do regime pombalino. O Marquês de Pombal planeava criar grandes fundições em Angola e, para tal, necessitava de técnicos qualificados. A solução foi transferir "à força" os mestres e operários de Figueiró dos Vinhos para Angola, esvaziando a fábrica metropolitana da sua competência técnica.
Este período coincidiu com a intensificação da perseguição política. A 9 de julho de 1760, o seu Superintendente Bento de Moura Portugal, FRS, foi preso no honroso e cruel Forte da Junqueira, em Lisboa, sob a acusação de "lesar o erário público" e de "envolvimento na conspiração dos Távora". Morreu no cárcere em janeiro de 1766 sem que nenhuma das acusações fosse provada ou sequer julgada, um fim trágico que é visto por muitos historiadores como o momento em que Portugal perdeu a oportunidade de protagonizar uma revolução científica e industrial no século XVIII.

### Fase IV: A Reativação e os Desafios do Século XIX (1801–c. 1840)
O renascimento das ferrarias foi decretado pela Carta Régia de 18 de maio de 1801, emitida pelo Príncipe Regente D. João VI. Esta decisão inseriu-se no movimento político conhecido como "Viradeira", que procurou reverter muitas das medidas do anterior regime. Para liderar a reativação, foi nomeado Intendente Geral das Minas e Metais do Reino o cientista luso-brasileiro José Bonifácio de Andrada e Silva (1763-1838).
José Bonifácio constatou o estado obsoleto da tecnologia e, para modernizar a fábrica, contratou os peritos prussianos Barão de Eschwege e Frederick Varnhagen. A reconstrução iniciou-se em 1802, mas o projeto foi abruptamente interrompido pelas Invasões Francesas (1807-1809). Mais tarde, durante as Guerras Liberais (1828-1834), as infraestruturas foram reativadas de forma improvisada para fabricar armas para o exército Miguelista.

### Fase V: Declínio Final e Legado (c. 1840–início do séc. XX)
Apesar dos esforços de reativação, as ferrarias nunca recuperaram a sua proeminência. Um relatório de 1837, do Barão de Eschwege, atestava o bom nível técnico da fundição, mas a sua viabilidade estava comprometida. As minas e a fundição continuaram a operar de forma intermitente até ao início do século XX, quando foram definitivamente encerradas.
O declínio final deveu-se a fatores estruturais ligados à Revolução Industrial. A "distância e dificuldade de escoamento da produção" tornaram o modelo da fábrica obsoleto face aos novos centros industriais, mais bem localizados e tecnologicamente mais avançados.
Hoje, do outrora vital complexo industrial, restam apenas ruínas na Foz de Alge. Estas encontram-se submersas no leito da albufeira da Barragem de Castelo do Bode, ficando visíveis apenas nos anos de seca, como um testemunho do património industrial e militar de Portugal.

## Superintendentes e Figuras-Chave
| Nome                                    | Período de Atividade     | Cargo                               | Contribuições e Contexto |
| --------------------------------------- | ------------------------ | ----------------------------------- | --- |
| Francisco e Pedro Dufour                | Meados do séc. XVII      | Superintendentes                    | Mestres franceses responsáveis pela fundação e arranque tecnológico inicial durante a Guerra da Restauração.                                |
| Bento de Moura Portugal, FRS            | c. 1740s–1750s           | Superintendente e Conservador       | Cientista e engenheiro iluminista. Aplicou conhecimento científico à produção. Perseguido pela Inquisição e por Pombal, morrendo na prisão. |
| Marquês de Pombal                       | 1759-1761 (como decisor) | Primeiro-Ministro                   | Ordenou o encerramento da fundição e a transferência dos seus mestres para um projeto industrial em Angola.                                 |
| José Bonifácio de Andrada e Silva       | 1801–c. 1809             | Intendente Geral das Minas e Metais | Cientista luso-brasileiro encarregado da reativação e modernização da fundição. O seu trabalho foi interrompido pelas Invasões Francesas.   |
| Barão de Eschwege e Frederick Varnhagen | Início do séc. XIX       | Peritos Técnicos                    | Especialistas prussianos contratados por José Bonifácio para introduzir tecnologia moderna e superar o atraso técnico da fundição.          |